# فارماكون
فارماكون كلمة يونانية يراد بها الدواء.
أطلقت الكلمة في الميثولوجيا اليونانية على الأضحية وما يقال له كبش الفداء في طقوسهم.
الكلمة أوردها أفلاطون في كلامه عن الكتابة على اعتبارها سما يعجز به عن التفكير من أراد حوار غيره.